# Sunila

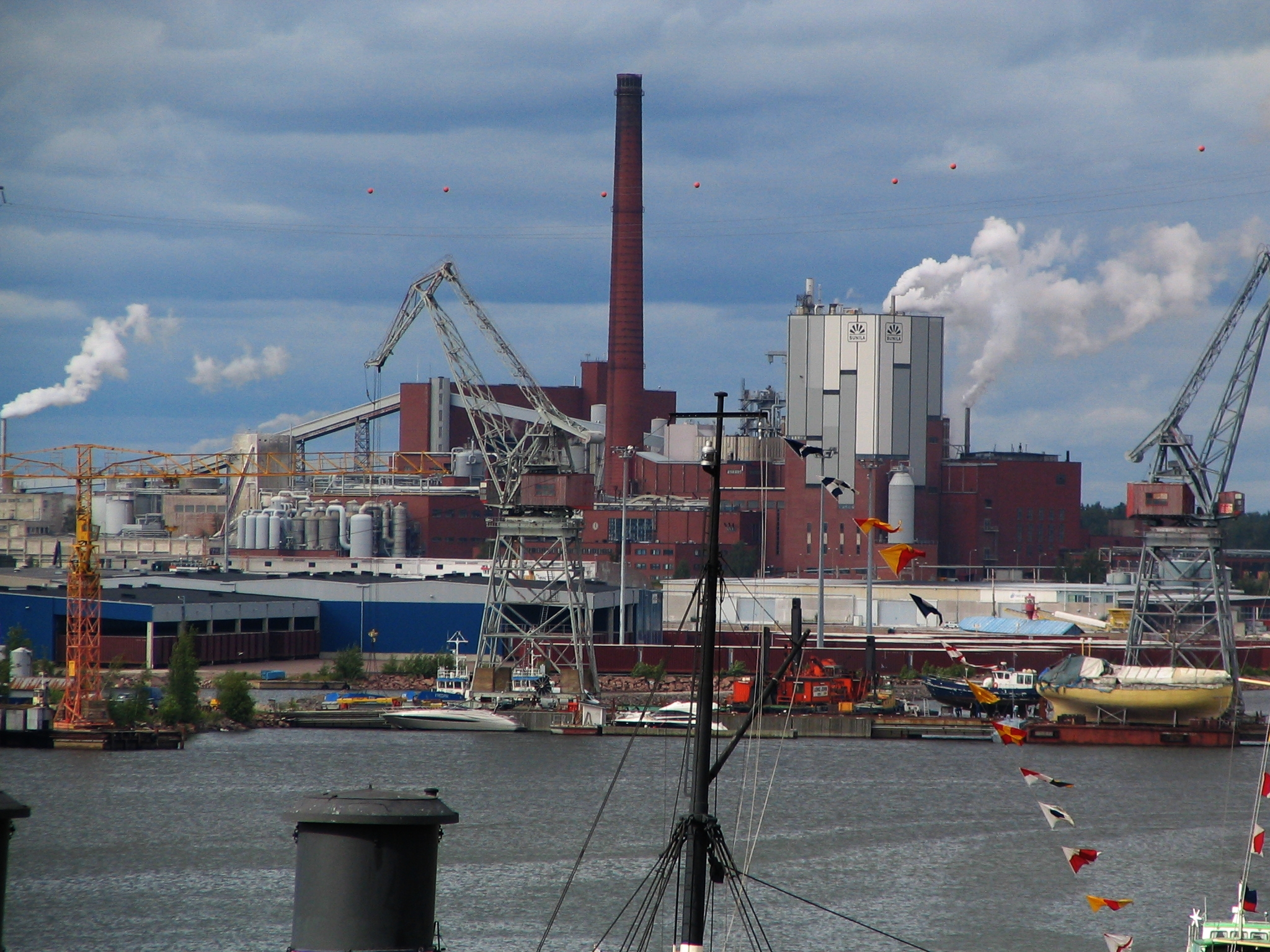
La fabbrica sull'isola

Sunila è un quartiere della città portuale finlandese di Kotka, posto sulla foce del fiume Kymijoki nel Golfo di Finlandia.
Il quartiere è conosciuto a livello internazionale per l'onomonimo centro industriale costruito sull'isola Pyötinen tra il 1935 e il 1954 su progetto di Alvar Aalto, attorno ad una fabbrica di cellulosa.
Aalto progettò sia le fabbriche che le case degli operai, con servizi sociali e residenze.